# برند نیو (گروه موسیقی)
برند نو یک گروه راک آمریکایی از لانگ آیلند، ایالت نیویورک بود. گروه در سال ۲۰۰۰ تشکیل شد، از جسی لسی (آواز، گیتار)، وینسنت آکاردی (گیتار، آواز)، گرت تیرنی (گیتار باس، آواز) و برایان لین (درامز، کوبه ای) تشکیل شده‌است. برای اجرای زنده خود بنجامین همولا (کوبه ای) به آنها پیوست. از ۲۰۰۵ تا ۲۰۱۳، این گروه شامل دریک شرمن (گیتار، آواز بک، کیبورد) نیز بود. گروه به عنوان یکی از تأثیرگذارترین افراد در صحنه ایمو دهه ۲۰۰۰ شناخته می‌شود که بخاطر اظهارات هنری با موسیقی خود ستوده شده‌اند.